# Parque estatal del Turvo
El parque estatal del Turvo (en Idioma portugués: Parque Estadual do Turvo) es una unidad de conservación de plena protección de la naturaleza brasileña situada en el noroeste del estado de Río Grande del Sur, municipio de Derrubadas por el río Uruguay, en la frontera del estado de Santa Catarina y la provincia de Misiones en Argentina.
Creado por el decreto n.º 2312 de Río Grande del Sur, de 11 de marzo de 1947, fue el primer parque creado en ese estado. El área del parque es 17 492 ha, de las cuales la principal atracción son los saltos del Moconá (Salto do Yucumã) situados mayormente del lado argentino del río Uruguay, con 1800 m de longitud y 10 m de altura.

Galería de fotos
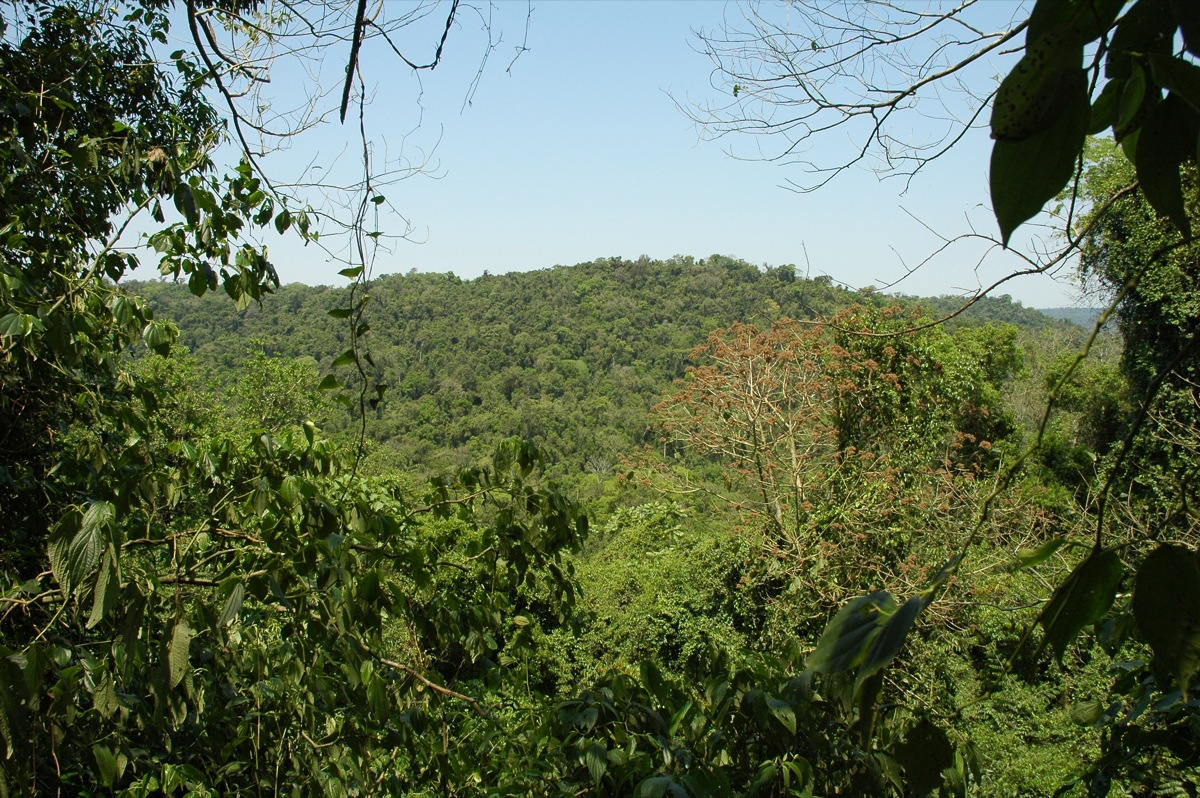
Vegetación del parque
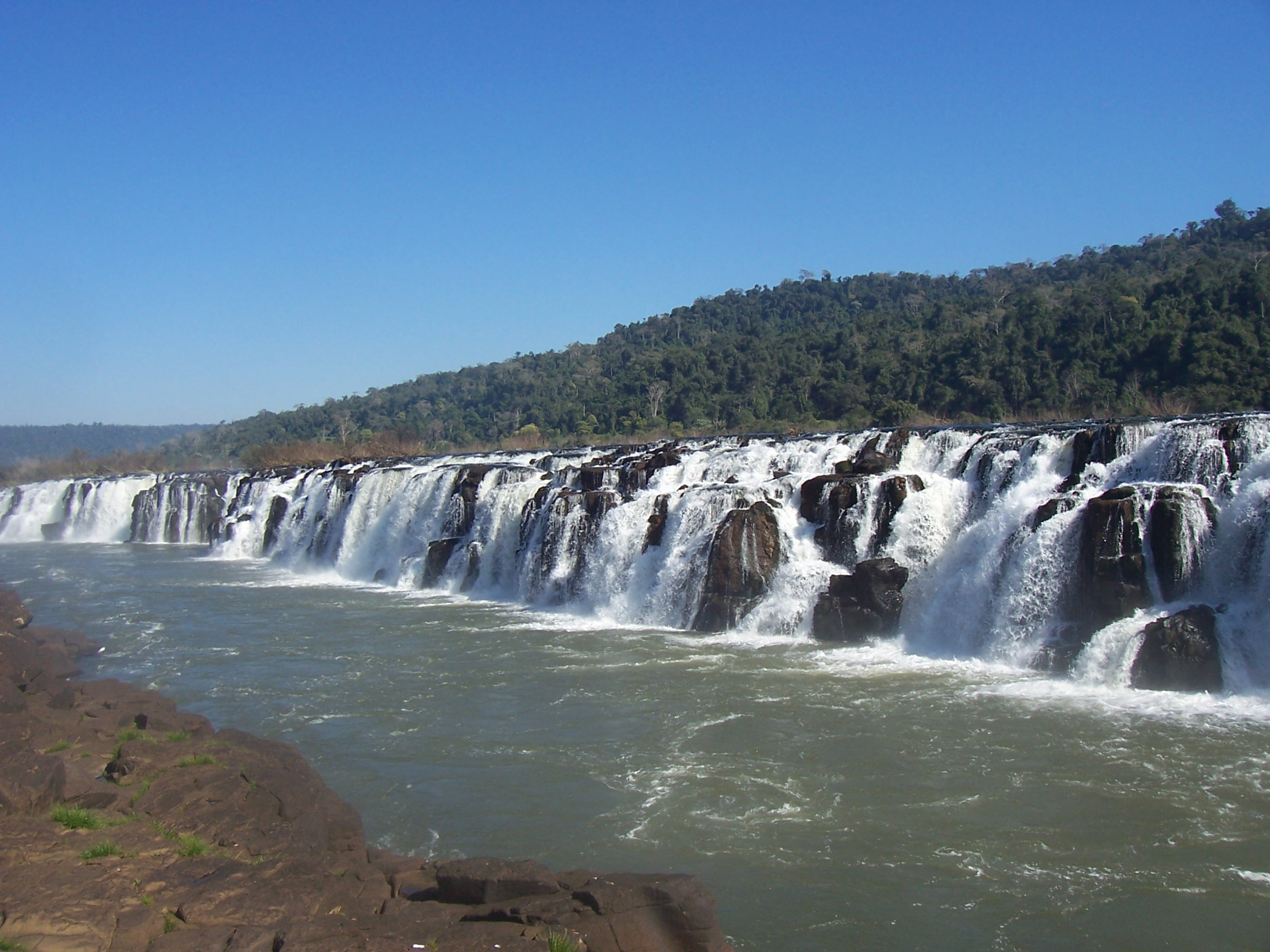
Saltos del Moconá en el límite con Argentina